# Ekska huset
Ekska huset är ett korsvirkeshus i centrala Lund, beläget framför stadsbiblioteket vid Sankt Petri kyrkogata.
Huset byggdes i två omgångar 1823 och 1826. Den östra delen tros vara den äldre. Namnet kom av en professor som ägde huset 1857-1891. Det utgör fond för Winstrupsgatan norröver.
Huset köptes av staden 1950. 1973-1974 genomfördes en omfattande renovering och den 6 juli 1974 byggnadsminnesmärktes huset. Det användes sedan av turistbyrån ett tag.
1994 flyttade Lundasamlingen in i huset. Under 2011 upptäcktes fukt i huset och Lundasamlingen packades ihop. Under 2012 flyttade Lundasamlingen in på Lunds stadsbibliotek. I september flyttade istället Lunds kommuns överförmyndarnämnd in i huset. Under 2015 flyttade Överförmyndarnämnden ut och Lund International Citizen Hub startade sin verksamhet för de internationella experter, samt deras familjer, som i allt högre grad nu rekryteras till Lund med omnejd med anledning av ESS, MAX IV och stora internationella arbetsgivare.
Sedan 1 maj 2021 utgår också Europa Direkt Lunds verksamhet från Ekska huset.